# Nochistlán de Mejía (gemeente)
Nochistlán de Mejía is een gemeente in de Mexicaanse deelstaat Zacatecas. De hoofdplaats van Nochistlán de Mejía is Nochistlán de Mejía. De gemeente Nochistlán de Mejía heeft een oppervlakte van 876 km².
De gemeente heeft 29.282 inwoners (2000). Geen enkele daarvan spreekt een indiaanse taal.

## Partnersteden
- Guadalajara, Jalisco, Mexico

Apozol · Apulco · Atolinga · Florencia · Calera de Víctor Rosales · Cañitas de Felipe Pescador · Chalchihuites · Concepción del Oro · Cuauhtémoc · El Plateado de Joaquín Amaro · El Salvador · Fresnillo · Genaro Codina · General Enrique Estrada · General Francisco R Murguía · General Pánfilo Natera · Guadalupe · Huanusco · Jalpa · Jerez · Jiménez del Teul · Juan Aldama · Juchipila · Loreto · Luis Moya · Mazapil · Melchor Ocampo · Mezquital del Oro · Miguel Auza · Momax · Monte Escobedo · Morelos · Moyahua de Estrada · Nochistlán de Mejía · Noria de Ángeles · Ojocaliente · Pánuco · Pinos · Río Grande · Santa María de la Paz · Saín Alto · Sombrerete · Susticacán · Tabasco · Tepechitlán · Tepetongo · Teúl de González Ortega · Tlaltenango de Sánchez Román · Trancoso · Trinidad García de la Cadena · Valparaíso · Vetagrande · Villa de Cos · Villa García · Villa González Ortega · Villa Hidalgo · Villanueva · Zacatecas